# Da Cornazzano

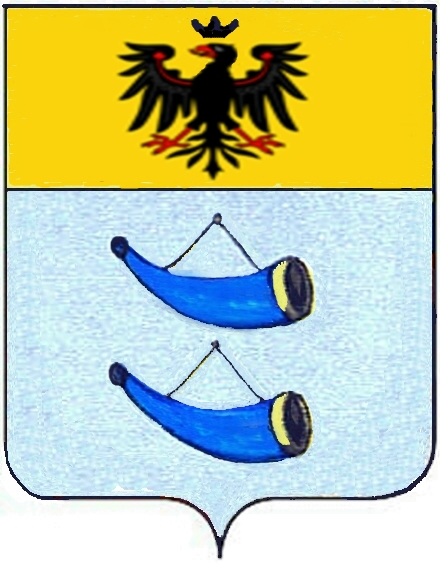
Wappen der Familie Da Cornazzano

Die Familie Da Cornazzano ist sehr alten Ursprungs. Es waren Vasallen, die mit der Familie Canossa und dem Bistum Parma verbunden waren. Sie hatten ausgedehnte Erbgüter in den Provinzen Parma und Reggio. Angehörige des Hauses taten sich als Podestà hervor und regelten die Geschicke der bedeutendsten Städte Norditaliens im 12. und 13. Jahrhundert. Andere zeichneten sich als tapfere Soldaten aus, die für die kaiserliche Sache unter den Bannern von Friedrich Barbarossa und Friedrich II. einstanden.

## Die Ursprünge
Laut Ireneo Affò ordneten sich die Da Cornazzanos mit Oddone (II) und seinem Neffen Gherardo feudal den Canossas unter und „woran sie sogar früher festhielten“, war die aggressive Verfolgung der Pallavicini oder Pelavicini aus Parma.
Diese feudale Unterwerfung der Da Cornazzanos ist durch Zeugnisse dokumentiert, die zur Zeit Bonifatius von Canossas beginnen und mit dem Tod der Gräfin Mathilde 1115 enden. Andere Gelehrte glauben, dass die Da Cornazzanos sich im Gebiet von Parma bis zur Zeit des Bischofs Sigifredo II. angesiedelt hätten, der zu diesem Haus gehörte, und erklären damit die Beständigkeit des Vasallenbundes mit den Canossas und dem Domkapitel von Parma. Eine Hypothese, die durch die Existenz zweier zeitgenössischer notarieller Dokumente, die laut Ireneo Affò aus der Zeit um 1015 stammen, bestätigt werden könnten. Damit bestätigt Bischof Enrico di Parma dem Kloster San Paolo all seine Besitztümer und dort sind wahrscheinlich die Vornamen der Familie Cornazzano in der Folge Oddone (I) und Gerardo (I), also Gerardus filius Oddoni, registriert.
Die erste Nennung des „Nomen“ Da Cornazzano findet sich in einem Urteil, das am 21. November 1046 von Bischof Dietmar oder Teutemario von Chur in Parma gefällt wurde, der von Kaiser Heinrich III. gesandt war.
Oddone (II), der im Urteil von Teutomario als „Oddo qui dicitur de Cornazano“ (dt.: Oddo, der De Cornazano genannt wird) erwähnt ist, war der Erste, von dem geschrieben steht, dass er den Nachnamen dieser Familie trug. In einem vorhergehenden Dokument, das auf den 24. Oktober 1045 datiert ist, wurde Gandolfo (Gandolfus filius quondam Oddoni) zusammen mit dem Neffen Gerardo (II) und Oddone (II), Brüder und Waisen eines verstorbenen Gerardo (Girardus seu Obdo germanis bar[ba] et nipotis filiis quondam Girardi), Vasallen von Bonifatius von Canossa, erwähnt. Durch dieses Dokument verzichtete Gandolfo zugunsten von Imilia, damals Äbtissin des Klosters San Paolo in Parma, auf alle Rechte auf sein Eigentum und seine Erträge des Castello di Giarola und der Kapelle San Nicomede.
Am 18. Juni 1051 war „Odo“, also Oddone (II), von Gherardo da Cornazzano in Spilamberto mit Ubaldo, Vuido, Ato, Borello, Alberto und Vulgarello, Vasallen von Bonifatius von Canossa, Fürst und Markgraf der Toskana, der einem Urteilsspruch über die Gerichtsrechte, die Burg und die Kapelle von Sala im Gebiet von Modena zugunsten von Cadalus, Bischof von Parma, vorstand. Oddone erklärte also, Vasall sowohl von Canossa als auch vom Bistum Parma zu sein.
Derselbe Oddone, Odo de Cornazzano, dieser Vasalle der Canossas, vertreten durch die Markgräfin Beatrix von Lothringen, der Witwe von Bonifatius, und ihre Tochter Mathilde, war in Marengo am 18. August 1073 Zeuge der Schenkung eines Gebietes, die sie in Castellonchio besaßen, zugunsten des Klosters San Paolo in Parma. Am 15. Mai 1076 erschien Gandolfo da Cornazzano oder Gandulfus de Cornazano, als Zeuge der Schenkung von Giulia, Witwe des Arcoino,  über zwei Hausstände im Gebiet von Reggio, in Prato Arneri bei Corviaco (heute Cavriago) und in Casale Revani von Poviglio zugunsten des Domkapitels von Parma, wo sein Sohn Giovanni Erzdiakon war. Ebenfalls in der Marienkathedrale kann man eine von Adegerius notarius sacri palacii unterzeichnete Urkunde lesen, in der sich der Kanoniker Lanfrancus, filius Gandulfi de Cornazzano findet.
Am 9. Dezember 1081 wurden Oddone (II) da Cornazzano und sein Großneffe Gherardo (III) von Mathilde von Canossa in Reggio als Zeugen einer Schenkung an das Kloster San Prospero benannt. Gherardo (III) erscheint ebenfalls 1096 in Piadena als Zeuge, 1099 in Lucca und schließlich am 29. März 1101 in einer in Guastalla unterzeichneten Urkunde, mit der die Gräfin, die von Erzpriester Giovanni dazu aufgerufen wurde, ihre hohe Vormundschaft für das örtliche Kloster San Pietro bekräftigte. Schließlich erscheint derselbe Gherardo (III), Vasall von Rang, in der Fortsetzung von Mathilde „in curte Pigognage“ in Pegognaga im Gebiet von Mantua, wo die Gräfin großzügigerweise ein Herrenhaus, einen Wald und eine Weide auf der Insel von Revere dem Kloster San Benedetto in Polirone schenkte.
Als Mathilde von Canossa am 24. Juli 1115 gestorben war, wechselten die Da Cornazzanos sofort zu den Anhängern des Kaisers über. Am 8. April 1116 fand sich Gerardus (III) (Girardus de Cornazano) unter den Bürgern Parmas, Zeugen des Urteils, das von Kaiser Heinrich V. in Reggio gefällt wurde, mit dem die Söhne von Gerardo de Herberia verpflichtet wurden, der Kirche in Parma den Hof von Marzaglia im Gebiet von Modena zurückzugeben. Derselbe Gerardo gehörte im Mai 1116 in der Burg von Governolo zum Gefolge Heinrichs V. bei der Zeremonie, bei der dieser das Erbe von Mathilde erwarb.
1116 zählte die Familie Da Cornazzano zu den herausragenden Bürgern Parmas und sie finden sich als angesehene Protagonisten in den bürgerlichen Strukturen der Stadt bis ins 13. Jahrhundert. Unter ihnen bekleidete ein Giacomo da Cornazzano 1179 das wichtige Amt des Rektors der Soldatengesellschaft, die sich um die politischen Interessen der Aristokratie in der Gegend von Parma kümmerte.
Am 3. August 1136 legte ein weiterer Oddone mit eigenem Urteilsspruch („iudicatum“) fest, dass, falls er ohne männliche Erben sterben sollte, die Hälfte seines Besitzes in der Grafschaft Parma schenkte, eine Entscheidung, die verrät, dass jener an der Spitze einer Reihe von „niederen Soldaten“ stand, die ihm untergeordnet waren.
Ausgeschlossen von dem Vermächtnis blieb das Vermögen, das Oddone der Kirche San Giovanni Evangelista und dem Dom von Parma hinterließ. Diese Güter befanden sich auf dem Gebiet von Sissa auf der anderen Seite des Taro, angrenzend an Palasone und die Burgen von San Secondo und Pizzo. Als dann in der zweiten Hälfte des 12. Jahrhunderts die Kanoniker der Kathedrale von Parma an denselben Orten ihre eigene Landesherrschaft errichteten, wurden die Beziehungen zur Familie Da Cornazzano intensiviert. Die Familie ging erfolglos aus dem Konflikt mit dem bischöflichen Kapitel hervor und sah sich gezwungen, diese Besitztümer zu verkaufen.
Am 14. März 1140 wurde Gherardo (III) da Cornazzano (Gerardus de Cornazzano) von den Piacentinern ermahnt, Bürger der Stadt zu werden. Die Konsuln hatten ihm, um ihn dazu zu ermutigen, ein Haus und beträchtliche Vorteile gewährt. Sein Sohn, Gherardo (IV), also Gerardus filius predicti Gerardi, wurde damit belastet, sich in Friedenszeiten mindestens einen Monat pro Jahr in Piacenza zu wohnen und in Kriegszeiten sogar drei. Ireneo Affò schrieb: „Auf diese Weise wurde die Familie Da Cornazzano, die aus Parma stammte, in zwei Hauptzweige aufgespaltet, die in den beiden Städten mit viel Pracht residierten. Und es dauerte sicherlich nicht lange, bis Gherardo in Piacenza hoch angesehen war. Deshalb sah man ihn im Folgejahr in einer Urkunde im selben Rang wie die Markgrafen Malaspina, den Markgrafen Cavalcabò und den Markgrafen Pelavicino.“

## In Diensten des Kaisers
Gherardo (IV) da Cornazzano ergatterte eine bedeutende Rolle als treuer Armeekapitän im Gefolge von Friedrich Barbarossa, dem Kaiser des Heiligen Römischen Reiches. Nach der Feier der zweiten Gesetze von Roncaglia im November 1158 und der Verkündung der Constitutio de regalibus, einem direkten, gesetzlichen Instrument zum Schutz der Rechte und Privilegien des Souveräns, musste der Kaiser gegen den heftigen Dissens in Mailand ankämpfen, der jedoch nicht von den anderen lombardischen Gemeinden geteilt wurde. Im Frühjahr 1161 brach eine bittere, kriegerische Auseinandersetzung zwischen den Mailändern und Barbarossa aus, die in dieser Phase die provisorische Unterstützungen der Städte am Po erhielt, angefangen von Parma, Vercelli, Novara, Cremona, Lodi, Bergamo und Reggio, die ihre Soldaten zur Verfügung stellten. Am Ende des Jahres erreichten die in Parma rekrutierten Kräfte, berittene Bogenschützen und Fußsoldaten, unter dem Kommando von Gherardo (IV) da Cornazzano die der anderen lombardischen Städte und das kaiserliche Heer im Lager von Lodi, um Mailand zu belagern, bis die Kapitulation der Stadt folgte. Im März 1162 ergab sich Mailand nach langem Kampf dem Feind. Es wurde brutal eingeebnet, wobei nur Kirchen und Klöster verschont blieben, und anschließend von den eigenen Bürgern verlassen, die gezwungen waren, sich durch einen Akt der totalen Unterordnung zu retten. Den einzelnen lombardischen Städten, die sich mit ihren Truppen an der Belagerung Mailands beteiligt hatten, wurde jeweils die Zerstörung eines Sektors der Stadt anvertraut. Gherardo (IV) da Cornazzano, der Condottiere aus Parma, wurde von Barbarossa dazu delegiert, die Übergabe der Porta Romana durch die Mailänder entgegenzunehmen.
Im folgenden Jahr, 1163, gelangte ein Verwandter des einflussreichen, kaiserlichen Kapitäns Gherardo (IV) da Cornazzano, Aicardo, auf den Bischofssitz des Bistums Parma. Diese Wahl zeigte symbolisch das hohe Ansehen der Familie Da Cornazzano, die mit dem Kaiser Friedrich Barbarossa verbunden war und die 1164 an Autorität wuchsen, da der Bischof auch den Titel und die Funktion des kaiserlichen Podestà von Parma auf sich häufte. Eine hybride Verflechtung der Kräfte, die sich jedoch noch nicht entwickelten, wurde von anderen Ereignissen eliminiert. Der Gegenpapst Viktor IV. ernannte Aicardo da Cornazzano zum Kardinalpriester, aber 1170 wurde er als Schismatiker vom Bischofssitz von Parma vertrieben und man findet über ihn keine weiteren Angaben.
Der Militärdienst hatte dem Haus erste Erfolge gesichert. Andere waren in der Lage, ihre besten Eigenschaften zu nutzen, indem sie sich ihrer bedienten, sowie ihrer persönlichen Begabungen, ihrer Studien auf dem juristischen Felde, ihrer Erfahrungen als Vasallen auf dem zivilen Feld. Sie brachten sich kompetent ein und verfolgten gleichzeitig ihre persönlichen Interessen in den städtischen Institutionen von Parma, den großen Gemeinden der Poebene und anderen, wo sie die Funktion des Podestà ausübten. Der wegen der Effektivität seiner Missionen als Podestà bekannteste war zu dieser Zeit Gherardo (IV) sowie Bernardo da Cornazzano, der 1192 Podestà von Parma war, um 1216 nach Reggio zu wechseln und 1219 nach Cremona. Im Jahre 1224 hatte er das Amt des Podestà von Pavia inne. Zwei Jahre später, 1226, war er in Reggio und zog im darauffolgenden Jahr nach Modena. Die Geschichtswissenschaftler haben, nicht ohne Verwirrung zu stiften, unter verschiedenen Namen diese eminente Persönlichkeit aus dem Hause Da Cornazzano identifiziert, die einige als „Gherardus Tertius“ kennen, andere als „Terzo da Cornazzano“, der drittgeborene eines gewissen Pietro da Cornazzano. Dies könnte die Hypothese stützen, dass „Gherardus Tertius“, der 1223 in den Annales Cremonenses erwähnt wird, der Stammvater der Familien Terzi aus Parma und Sissa war.
Von den drei Brüdern von Gherardo (IV) war Manfredo der, der großes Prestige und den größten Ruhm in der Geschichte der Familie kannte. Er wurde um 1180 geboren. Frater Salimbene von Parma lobt ihn wegen seiner Erfahrung, seiner militärischen Talente und für seine bemerkenswerte rechtliche und religiöse Kultur, die er in den Posten als Podestà schätzte und in den diplomatischen Missionen, die ihm von Kaiser Friedrich II. anvertraut wurden. 1224 war er kaiserlicher Rektor von Parma, 1237 war er es von Reggio und zog später weiter, um weitere Gemeinden in der Lombardei und in der Toskana, Lucca und Arezzo, zu regieren. Unter dem Kommando Friedrichs II. zog er als Armeekapitän gegen Reggio in den Krieg. 1244 war er erneut Podestà, um zwar in Cremona. Schließlich kehrte er in seine Heimat, nach Parma, zurück, zerrissen von dem Konflikt, der die Anhänger des Papsttums gegen die des Kaiserreiches aufbrachte. Dort hauchte Manfredo der Fraktion der Da Cornazzanos, die Friedrich II. treu ergeben war, Leben ein, die in der Stadt an der Macht blieb, geführt von Bartolo Tavernieri, seinem Schwager. Eine weitere Gruppe der politisch gespaltenen Familie, angeführt von einem Bernardo oder Bernardino, gehörte zu den Anhängern des Papstes Innozenz IV., die nach Piacenza verbannt worden waren. Als am 16. Juni 1247 die Verbannten erfolgreich Parma zurückeroberten, das unter der Belagerung durch die kaiserlichen Truppen stand, wurde Manfredo im Laufe der Schlacht, die in Borghetto di Taro in der Nähe von Noceto stattfand, ermordet.

## Weitere bekannte Persönlichkeiten
- Aicardo da Cornazzano (erste Erwähnung 1146, letzte 1178) – Dompropst von  Parma, unter dem Gegenpapst Viktor IV. 1162 zum Bischof von Parma gewählt, 1172 abgesetzt.[36]
- Adelmota da Cornazzano (13. Jahrhundert), Erbin der reichen Familie Franceschi, die, als sie 1254 Tedisio Sanvitale, den Bruder des Bischofs von Parma, Obizzo Sanvitale, heirate, der Familie ein Viertel der Lehen von Sala und Maiatico verschaffte.
- Guido da Cornazzano, (ca. 1290/1300–vor 1387), 1329 zusammen mit seinem Bruder Filippo in einem Diplom von Kaiser Ludwig dem Baiern erwähnt, wo beide explizit „de Tertiis“ benannt werden.
- Niccolò Terzi il Vecchio di Cornazzano, Sohn von Guido, Graf von Tizzano und von Belvedere, 1372 Capitano del Popolo in Brescia und 1375 in Reggio.
- Antonio Cornazzano (ca. 1432–1484) – Literat.
- Gherardo (IV) da Cornazzano – Armeekapitän von Friedrich Barbarossa.
- Manfredo da Cornazzano (ca. 1180–1247) – Podestà von Reggio und Armeekapitän von Friedrich II.[33]

## Wappen
Wappen: „Zwei silberne Jagdhörner, blau verfärbt, gefüttert, garniert und mit Gold abgebunden, übereinander angeordnet; darüber ein goldenes Feld mit schwarzem Adler mit ausgebreiteten Flügeln und schwarz gekrönt.“